# Ernesto Cesàro
Ernesto Cesàro (Nàpols, 12 de març de 1859 – Torre Annunziata, 12 de setembre de 1906) fou un matemàtic italià que va treballar en temes de geometria diferencial. És conegut també pel seu mètode de 'mitjana' per la suma de sèries divergents, conegut com a sumació de Cesàro.
Després d'una escolaritat que va ser força caòtica, feu un llarg viatge arreu d'Europa durant el qual va estar-se prou temps a Lieja, on el seu germà gran Giuseppe era catedràtic de mineralogia a l'Escola Superior de les Mines. Va estudiar a Lieja, però, després d'un conflicte amb un professor, va interrompre els seus estudis va tornar a Itàlia. Nogensmenys va obtenir el 1886 la càtedra de matemàtiques a la universitat de Palerm. Un any després va rebre el doctorat pel seu mèrit científic. El 1891 passà a Nàpols i el 1906 a Bolonya.
Va morir en accidentalment als 47 anys en donar-se un cop al cap en intentar salvar el seu fill Manlio d'ofegar-se.

## Obres
- Introduzione alla teoria matematica di calcoli infinitesimali (1893)
- Analisi algebrica (1894)
- Elementi di Calcolo Infinitesimale (1897)